# Маресьев, Алексей Петрович

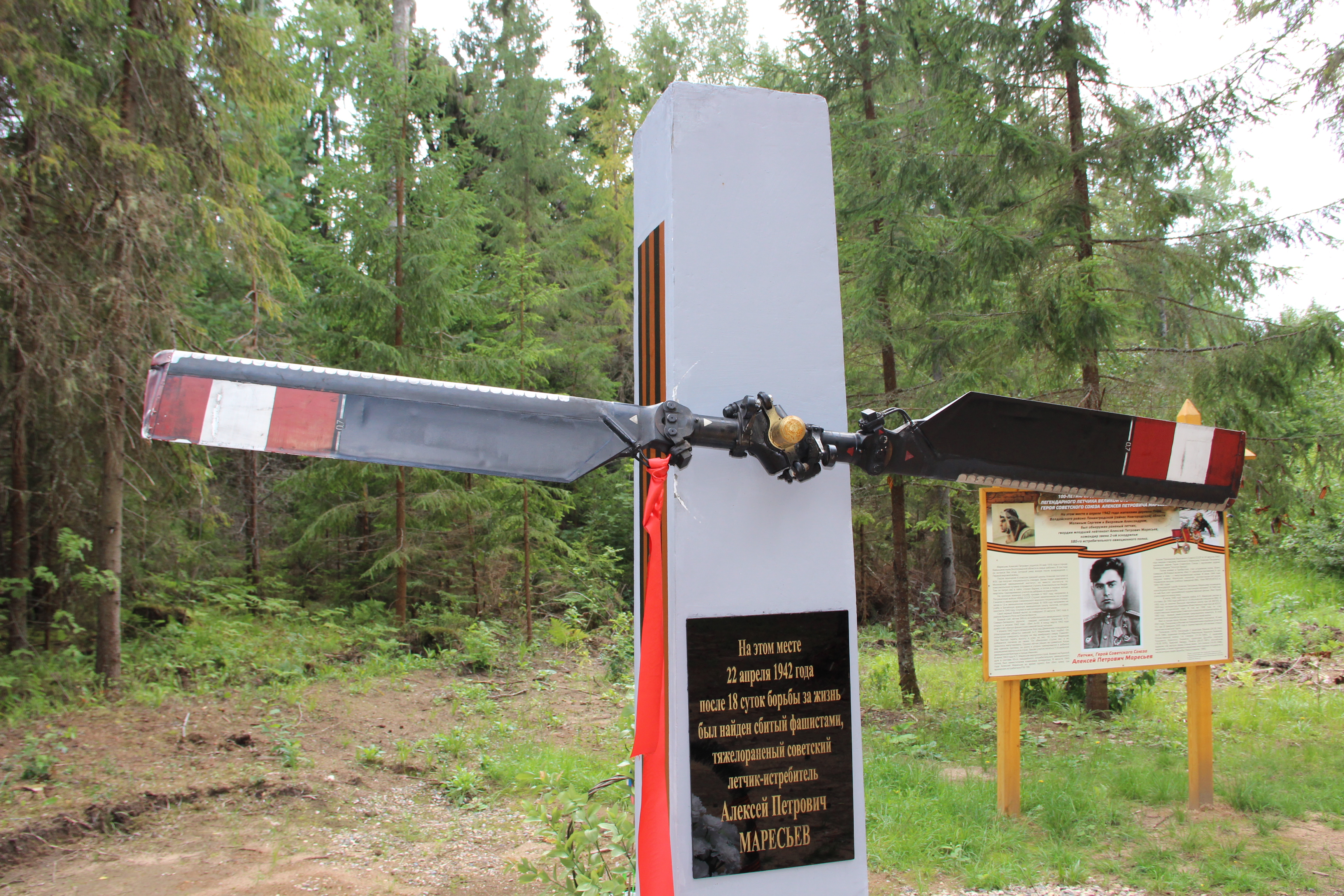
Памятная стела на месте, где был найден А. П. Маресьев.

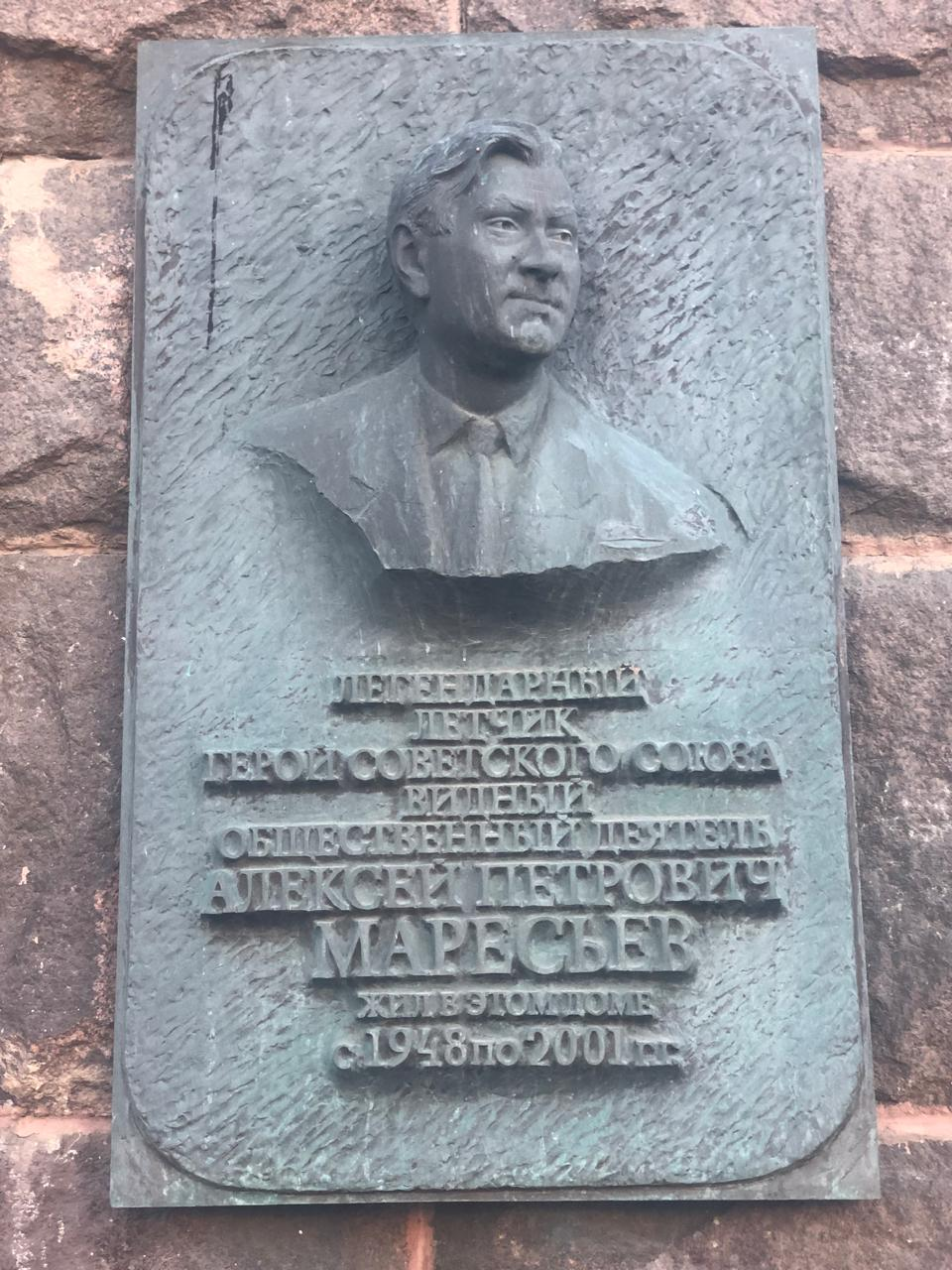
Мемориальная доска в Москве

Алексе́й Петро́вич Маре́сьев (7 (20) мая 1916, Камышин, Саратовская губерния, Российская империя — 18 мая 2001, Москва, Россия) — советский военный лётчик-истребитель. Герой Советского Союза (24.08.1943). Полковник (1978). Кандидат исторических наук (1956).
Во время Великой Отечественной войны у него были ампутированы обе ступни, но несмотря на это он вернулся на службу. Всего за время войны совершил 86 боевых вылетов, сбил 10 самолётов врага: три — до ранения и семь — после.
Является прототипом главного героя книги Бориса Полевого «Повесть о настоящем человеке» Алексея Мересьева.

## Биография

### Детство и юность
Официально считается, что Алексей Маресьев родился 7 мая 1916 года в уездном городе Камышине Саратовской губернии (с 1934 года Сталинградская область, с 1961 Волгоградская область), однако выставленная в апреле 2016 года в Жирновском краеведческом музее запись из метрической книги Свято-Троицкой церкви города Камышина свидетельствует о том, что он родился на хуторе Верёвкин (в настоящее время хутора не существует, находился в двух километрах южнее нынешнего села Тетеревятка Жирновского района) Верхне-Добринской волости Камышинского уезда Саратовской губернии. Русский. Родители Пётр Авдеевич Маресьев и Екатерина Никитична Маресьева. У Алексея было двое старших братьев — Пётр и Николай. Пётр Авдеевич Маресьев вернулся домой с фронта Первой мировой войны и умер от ран в 1919 году, когда Алексею было три года. Екатерина Никитична работала уборщицей на деревообрабатывающем заводе и одна воспитывала троих детей.
В детстве Алексей переболел малярией в очень тяжёлой форме, что подорвало здоровье и привело к ревматизму.
После окончания 8 классов школы в Камышине он поступил в фабрично-заводское училище № 32 там же. В 1932 году, окончив ФЗУ и получив специальность токаря по металлу, начал свою трудовую деятельность токарем на Камышинском лесозаводе. Дважды подавал документы в лётное училище, но их возвращали из-за ревматизма. Тем не менее он заочно поступил на рабочий факультет Московского авиационного института и учился там одновременно с работой.
В 1934 году Камышинский райком комсомола направил его на строительство авиационного завода в Комсомольске-на-Амуре. Здесь, без отрыва от производства, Алексей занимался в аэроклубе.
В октябре 1937 года был призван на срочную службу и направлен в пограничные войска НКВД СССР. Служил авиатехником в авиапогранотряде Сахалинского морского пограничного отряда на острове Сахалин, затем переведён в 12-й авиационный погранотряд Тихоокеанского пограничного округа в городе Александровске-Сахалинском, где обслуживал стоявшие на вооружении отряда самолёты Р-5 и сменившие их И-15. В январе 1939 года был направлен в 30-ю Читинскую школу военных пилотов, которую в октябре 1939 года перевели в Батайск. В 1940 году он окончил Батайское авиационное училище имени Серова, получив звание младшего лейтенанта. После окончания училища стал работать в нём же инструктором. В Батайске встретил Великую Отечественную войну.

### Военные годы
В августе 1941 года Маресьев был направлен на Юго-Западный фронт в 296-й истребительный авиационный полк. Свой первый боевой вылет осуществил 23 августа 1941 года в районе города Кривой Рог.
В марте 1942 года был переведён в 580-й истребительный авиационный полк ВВС Северо-Западного фронта, где назначен командиром звена. В бою 1 апреля 1942 года открыл свой боевой счёт, сбив транспортный самолёт Ю-52, а 4 апреля сбил сразу два самолёта этого типа. 5 апреля 1942 года в районе «Демянского котла» (Новгородская область) во время операции по прикрытию бомбардировщиков в бою с немцами его самолёт Як-1 был подбит. Маресьев сумел дотянуть самолёт через линию фронта до своей территории, и в 4 км севернее деревни Рабежа при попытке совершить экстренную посадку в лесу он упал с высоты 30 метров. Алексею раздробило обе ступни. Восемнадцать суток лётчик через леса и болота ползком пробирался к людям на восток, ориентируясь по солнцу. Первыми его заметили жители деревни Плав Валдайского района. На вопрос «Ты немец?» Маресьев не ответил, они побоялись даже его трогать и вернулись в деревню. Затем его, уже еле живого, обнаружили двое мальчишек из той же деревни — Серёжа Малин и Саша Вихров. Мальчишки позвали на помощь деда Саши, который отвёз спасённого на подводе в свой дом.
Несколько дней колхозники ухаживали за Маресьевым. Необходима была медицинская помощь, но в селе не было врача. В первых числах мая рядом с деревней приземлился самолёт, пилотируемый А. Н. Дехтяренко, и Маресьева отправили в Москву, в госпиталь.[уточнить]
По воспоминаниям сына лётчика, Виктора Маресьева, в интервью, данном им корреспонденту газеты «Аргументы и факты»:
В госпитале он, с заражением крови, с гангреной, лежал на каталке уже по пути в морг. Так случилось, что мимо умирающего Маресьева шёл профессор Теребинский. Он спросил: «А этот что тут лежит?» С отца сняли простыню и говорят: «А это лейтенант молодой с гангреной». Теребинский приказал: «Ну-ка на операционный стол его живо!»
Врачи спасли Маресьеву жизнь, но вынуждены были ампутировать Маресьеву обе ноги в области голени[уточнить],
В июне 1942 года за сбитие трёх немецких самолётов был награждён орденом Красного Знамени.
В 1942 году Маресьева отправили в Куйбышев, в специализированный госпиталь для больных с ампутированными конечностями № 3999 (ул. Молодогвардейская, 196). Здесь ему выдали протезы — грубые и тяжёлые, доставлявшие сильную боль при ходьбе. В госпитале Маресьева поставили на ноги и он, решив вернуться в строй и вновь летать, стал упорно тренироваться; для окончательной реабилитации его перевели в дом отдыха спецназначения № 1 (ныне — санаторий имени Чкалова).
В начале 1943 года прошёл медкомиссию и был направлен в Ибресинскую лётную школу (Чувашская АССР). В феврале 1943 года совершил первый после ранения пробный вылет. Добился отправки на фронт.
В июне 1943 года прибыл в 63-й Гвардейский истребительный авиационный полк. Командир полка не отпускал Алексея на боевые задания, так как обстановка в небе накануне Курской битвы была крайне напряжённой. Алексей переживал. Его поддержал командир эскадрильи Александр Числов и взял с собой в пару на боевой вылет. После нескольких удачных вылетов в паре с Числовым доверие к Маресьеву возросло.
19 июля 1943 года он одержал свою первую после возвращения в строй победу — сбил пикирующий бомбардировщик Ju-87, а на следующий день, 20 июля, во время воздушного боя с превосходящими силами противника спас жизни двух советских лётчиков и сбил сразу два истребителя Fw.190, прикрывавших бомбардировщики Ju.87. Боевая слава Маресьева разнеслась по всей 15-й воздушной армии и всему фронту. В полк зачастили корреспонденты, среди которых был будущий автор книги «Повесть о настоящем человеке» Борис Полевой.
24 августа 1943 года за сбитие трёх немецких истребителей и спасение жизни двух лётчиков заместитель командира эскадрильи 63-го гвардейского истребительного авиационного полка 3-й гвардейской истребительной авиационной дивизии 1-го гвардейского истребительного авиационного корпуса 15-й Воздушной армии старший лейтенант Алексей Петрович Маресьев был удостоен звания Героя Советского Союза (Золотая Звезда № 1102). С октября 1943 года воевал помощником командира 63-го гвардейского истребительного авиационного полка по воздушно-стрелковой службе, затем стал штурманом этого полка.
В марте 1945 года, когда имя Маресьева было уже известным стране и его гибель была крайне нежелательна в пропагандистских целях, он после ряда настойчивых пожеланий вышестоящего командования согласился перейти из боевого полка на должность инспектора-лётчика в управление вузов Главного управления обучения, формирования и боевой подготовки ВВС РККА.
Всего за время войны Маресьев совершил восемьдесят шесть боевых вылетов, сбил десять самолётов врага: три (по широко распространённым ошибочным данным — четыре) до ранения и семь после. По данным М. Ю. Быкова, достоверно подтверждено уничтожение Маресьевым семи самолётов противника (в боях 1 апреля 1942, 4 апреля 1942 — две победы в одном бою, 19 июля 1943, 20 июля 1943 — 2 победы в одном бою, и 15 декабря 1943 года).

### После войны

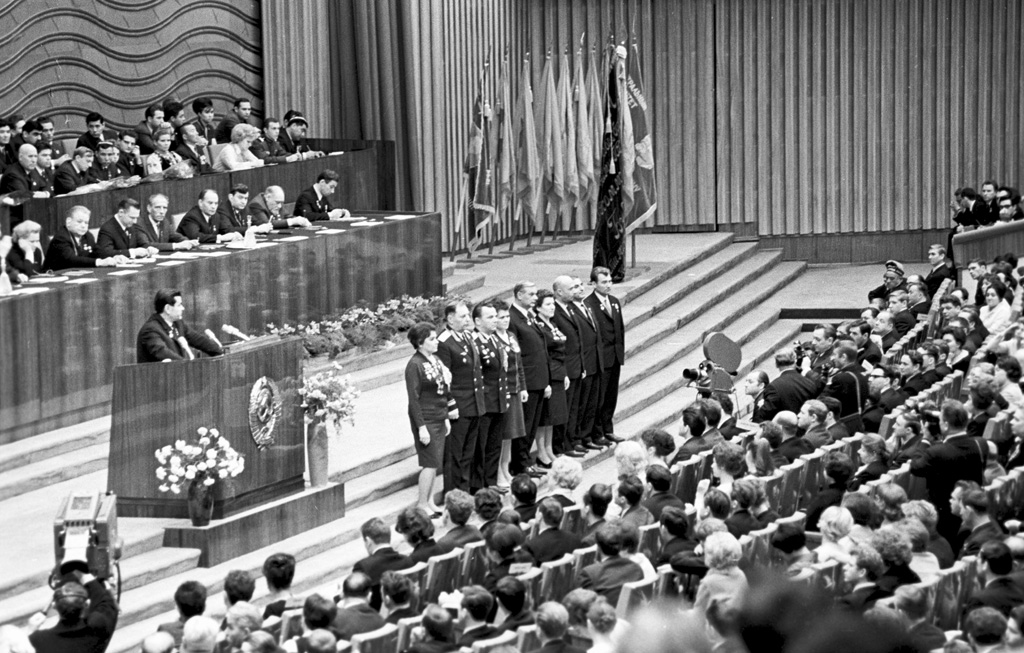
А. П. Маресьев выступает на Пленуме ЦК ВЛКСМ, посвящённом 50-летию Ленинского комсомола. Москва, Кремль, 1968 год.

В июле 1946 года Маресьев был уволен в запас в звании майора.
Постоянно поддерживал себя в отличной физической форме (катался на лыжах, коньках, велосипеде, занимался плаванием). Находясь в санатории под Куйбышевом, установил личный рекорд, переплыв Волгу (2 км 200 м) за 55 минут. Свои последние вылеты на самолёте (учебном По-2) совершил в начале 1950-х годов в качестве инструктора спецшколы ВВС в Москве.
В послевоенное время, отчасти благодаря хрестоматийной «Повести о настоящем человеке» Бориса Полевого, стал очень известен, его приглашали на многие торжества, часто организовывали встречи со школьниками: пример Маресьева широко использовался для воспитания молодого поколения. В 1949 году был участником Первого Всемирного конгресса сторонников мира, проходившего в Париже.
В 1952 году окончил Высшую партийную школу при ЦК КПСС. В 1956 году А. П. Маресьев защитил кандидатскую диссертацию по истории. С сентября 1956 года работал ответственным секретарём Советского комитета ветеранов войны. В 1989—1991 годах был избран народным депутатом СССР.
8 мая 1967 года Маресьев участвовал в церемонии зажжения Вечного огня у Могилы Неизвестного Солдата.
Был избран почётным гражданином ряда городов:
- 3 сентября 1968 года — почётный гражданин города Камышина Волгоградской области.
- 11 июля 1973 года — почётный гражданин города Стара-Загора[23], Болгария.
- 7 июня 1977 года — почётный гражданин города Комсомольска-на-Амуре.
- 4 апреля 1979 года — почётный гражданин города Батайска Ростовской области[24].
- 25 апреля 1990 года — почётный гражданин города Орла

### Семья
- В 1940 году, по окончании Батайского лётного училища, познакомился с потомственной казачкой Елизаветой Ивановной Крамарченко. Брак заключить не успели. 3 мая 1941 года родился сын Валерий (ныне проживает в Ростовской области).
  - внучки Светлана и Виктория
    - правнуки[25].
- В официальном браке: супруга — Галина Викторовна, сотрудница Главного штаба ВВС СССР, умерла в 2002 году.

Двое сыновей:
- Виктор (1946—2024) — инженер-автомобилист
  - внук Виктор (род. 1986) — менеджер[26]
- Алексей (1958—2002) — был травмирован в детском саду, в результате чего страдал эпилепсией. Умер в 44 года[27].

### Обстоятельства смерти
18 мая 2001 года в Театре Российской армии должен был состояться торжественный вечер по случаю 85-летия Алексея Маресьева, но за час до начала концерта у него случился инфаркт, после которого он скончался. Торжественный вечер состоялся, но начался с минуты молчания.
Похоронен в Москве на Новодевичьем кладбище (участок 11), где 23 февраля 2005 года в торжественной обстановке был открыт памятник.

## Воинские звания
- младший лейтенант (10.10.1940)
- лейтенант (12.04.1942)
- старший лейтенант (1943)
- капитан (апрель 1944)
- майор (22.07.1946)
- полковник запаса (1978)

## Награды
- Герой Советского Союза (24 августа 1943)
- Орден «За заслуги перед Отечеством» III степени (16 мая 1996) — за выдающиеся заслуги перед государством и большой вклад в патриотическое воспитание подрастающего поколения[28]
- Орден Дружбы (4 мая 2000) — за многолетнюю плодотворную работу по социальной защите ветеранов, патриотическому воспитанию молодёжи и укреплению дружбы между народами[29]
- Два ордена Ленина (24 августа 1943, 19 мая 1986 — за большие заслуги перед Советским государством, плодотворную общественную деятельность и в связи с семидесятилетием[30])
- Орден Октябрьской Революции (1 декабря 1971)[31]
- Орден Красного Знамени (23 июня 1942) — за образцовое выполнение боевых заданий командования на фронте борьбы с немецко-фашистскими захватчиками и проявленные при этом доблесть и мужество[32]
- Орден Отечественной войны 1-й степени (6 апреля 1985) — за храбрость, стойкость и мужество, проявленные в борьбе с немецко-фашистскими захватчиками, и в ознаменование 40-летия победы советского народа в Великой Отечественной войне
- Два ордена Трудового Красного Знамени (19 мая 1966 — за активную и плодотворную общественную деятельность и в связи с пятидесятилетием[33], 6 мая 1981)
- Орден Дружбы Народов (19 мая 1976) — за активное участие в патриотическом и интернациональном воспитании советских людей, укрепление дружественных связей между народами Советского Союза и других стран и в связи с шестидесятилетием[34]
- Орден Красной Звезды (22 февраля 1968)
- орден Почёта (26 июля 1991) — за особо плодотворную общественную деятельность, большой вклад в укрепление мира и сотрудничества между народами[35]
- медали СССР
- Орден Дружбы (ЧССР, 1986)
- Медаль «За заслуги в деле развития дружбы и сотрудничества с ЧССР» в золоте (ЧССР, 1969)
- Медаль «60 лет Вооружённым силам МНР» (МНР, 1985)
- Благодарность Президента Российской Федерации (27 апреля 2001) — за многолетнюю плодотворную работу по патриотическому воспитанию молодёжи, социальной защите ветеранов, укреплению дружбы между народами[36]
- Почётная грамота Правительства Российской Федерации (14 мая 1996) — за мужество, проявленное в годы Великой Отечественной войны 1941—1945 годов, большой личный вклад в развитие ветеранского движения, активное участие в патриотическом воспитании молодёжи и в связи с 80-летием со дня рождения[37]

## Сочинения
- Маресьев А. П. На Курской дуге. Заметки о партийно-политической работе в авиационных частях в дни Курской битвы. — М. : Воениздат, 1960. — 80 с.

## Память

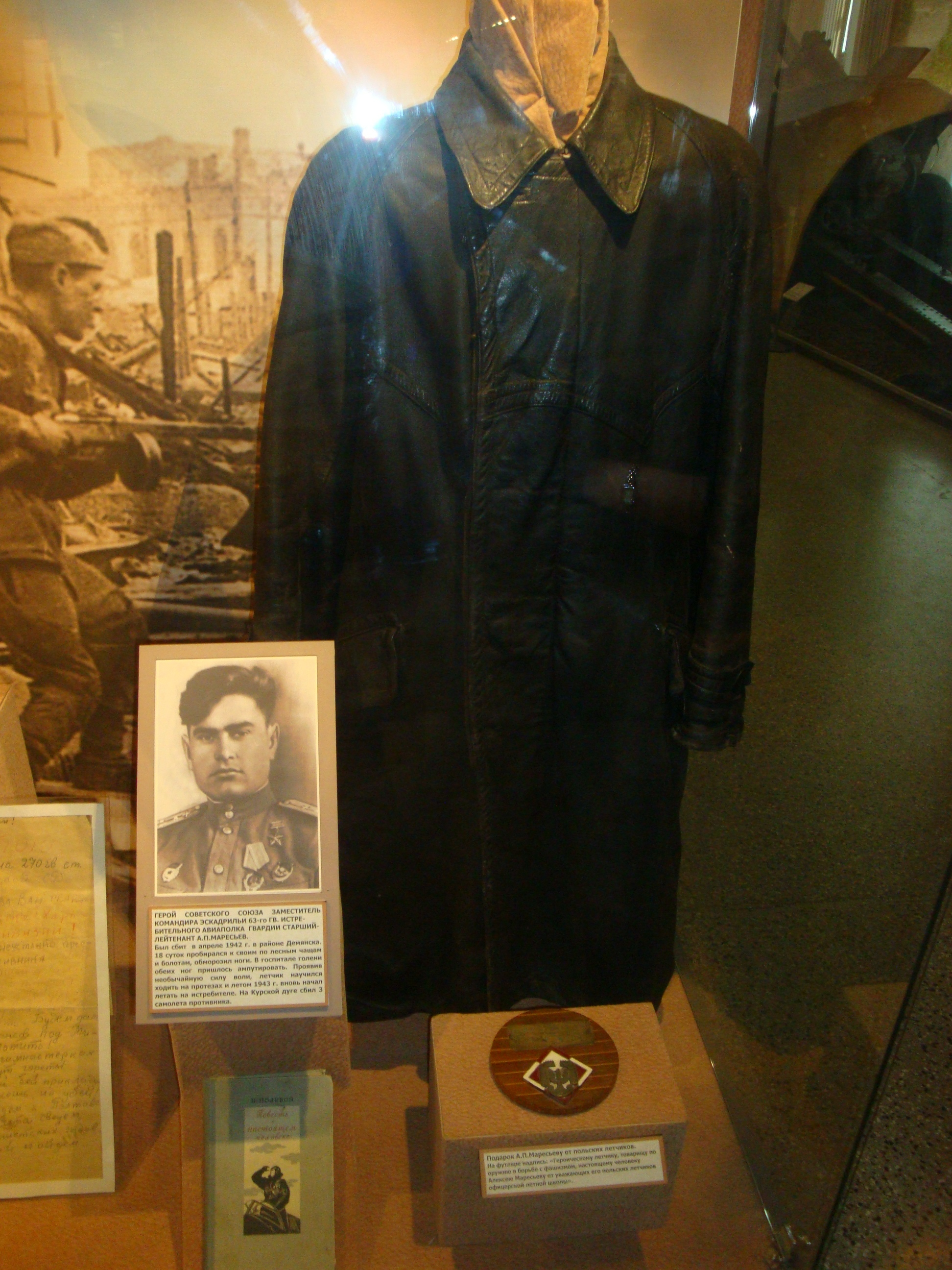
Кожаное пальто Маресьева в Центральном музее Вооружённых Сил в Москве

В честь Маресьева названы улица в Москве в жилом районе Люберецкие Поля (район Некрасовка, ЮВАО), ранее носившая название Ново-Преображенская (также установлена памятная доска), центральная улица в посёлке Ибреси Чувашской Республики (в 2005 году открыта мемориальная доска), а также улицы в Актюбинске (ныне Актобе), Ташкенте, Горно-Алтайске, Чернигове и других городах.
Имя Маресьева также носят:
- Малая планета (2173) Маресьев, открытая 22 августа 1974 года астрономом Людмилой Журавлёвой в Крымской астрофизической обсерватории. Название присвоено 1 апреля 1980 года[41].
- Школа-лаборатория № 760 и школа № 89 в Москве.
- Камышинский индустриально-педагогический колледж[42].
- МБОУ СОШ № 13 города Орла. В этой школе также есть музей, где хранятся некоторые личные вещи Алексея Петровича.
- Сорт сирени[43].

Монументы, бюсты и мемориальные доски:
- 20 мая 2006 года в честь 90-летия со дня рождения Маресьева в Камышине был открыт монумент, недалеко от дома, где он жил[44].
- Мемориальная доска на доме в Москве, где Маресьев жил после войны[45].
- Надпись на мемориальной доске «Герой Советского Союза» в Батайске[46].
- В честь Алексея Маресьева поставлен бюст в Комсомольске-на-Амуре, кроме того, он является почётным гражданином этого города, его фотография висит на городской доске почёта.
- Бюст установлен на Аллее героев на территории Краснодарского высшего военного авиационного училища лётчиков[47].
- Мемориальная доска на часовне св. Николая Чудотворца в городе Батайске Ростовской области. Установлена 6 мая 2003 года[48].
- К 105-летию со дня рождения героя открыт мемориальный комплекс «Легендарный Маресьев» в городе Бологое Тверской области, включающий в себя копию самолёта Як-1 на гранитном постаменте и бронзовую фигуру лётчика[49].

Прочее:
- В школе рудника Старый Берикуль Тисульского района Кемеровской области существовала пионерская дружина имени Маресьева, участники которой переписывались с лётчиком.
- В 100-й юбилей Героя в городе Камышине открыт музей Маресьева[50].
- В 2004 году при поддержке Правительства Москвы учреждена международная премия имени Алексея Маресьева «За волю к жизни». Премия направлена на возрождение популяризации примеров мужества и жизнестойкости людей нашего времени.
- В г. Камышине Волгоградской области 29 августа 2014 года образован Региональный общественный Фонд имени А. П. Маресьева «За волю к жизни»[51].
- Памятник в городе Чимишлия, Молдавия.

Надгробный памятник на Новодевичьем кладбище Москвы
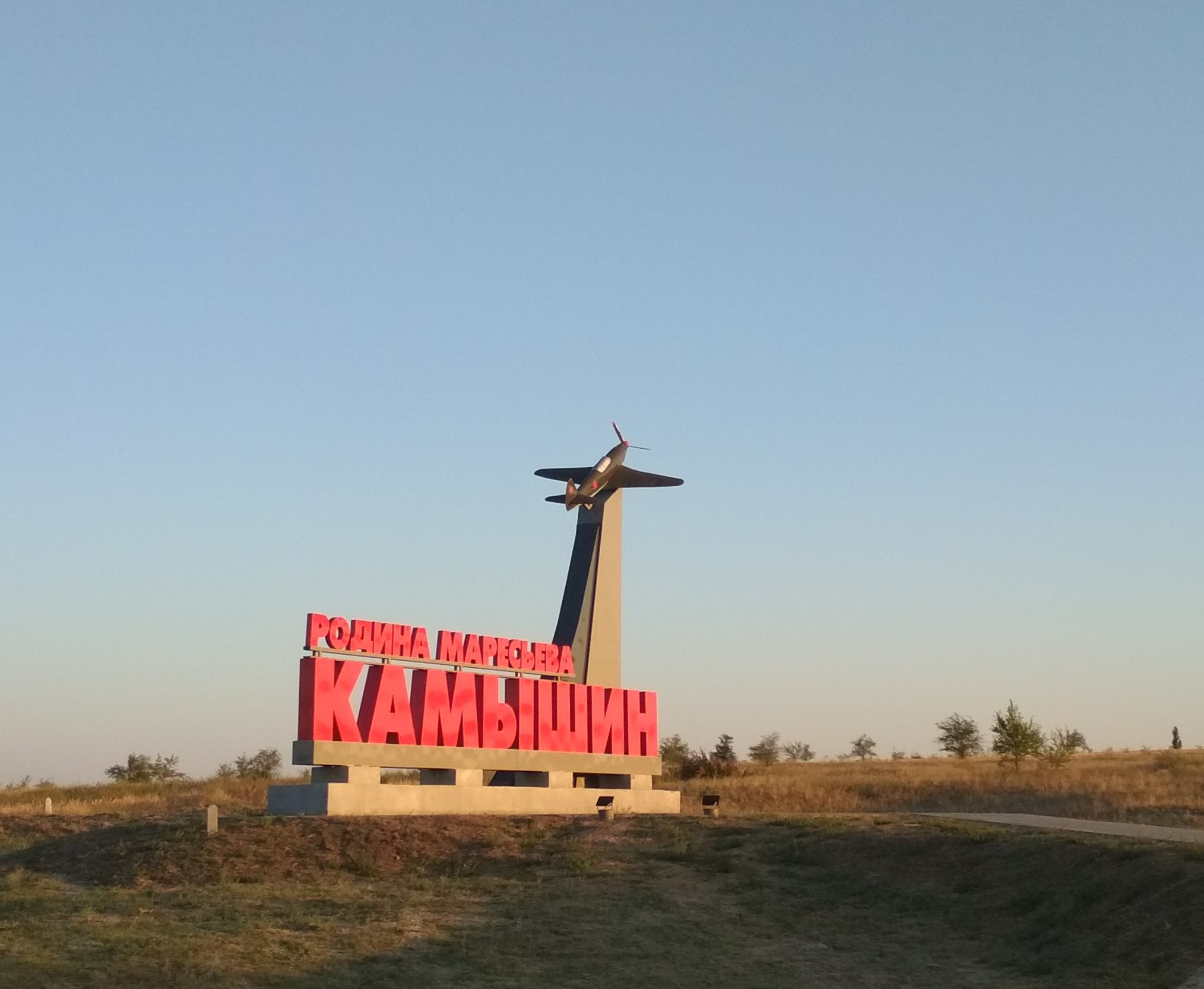
Стела у въезда в Камышин
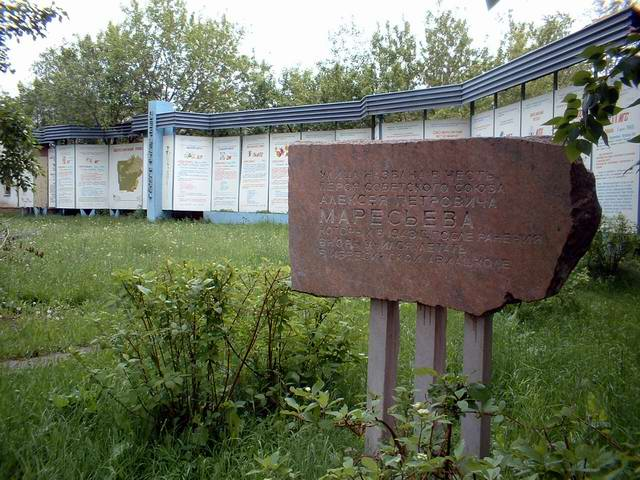
Обелиск на улице Маресьева в городе Ибреси
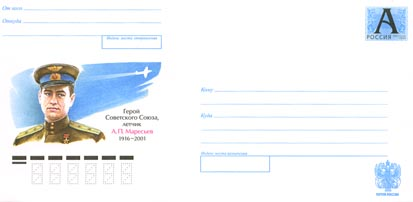
Почтовый конверт «Герой Советского Союза, лётчик А. П. Маресьев»
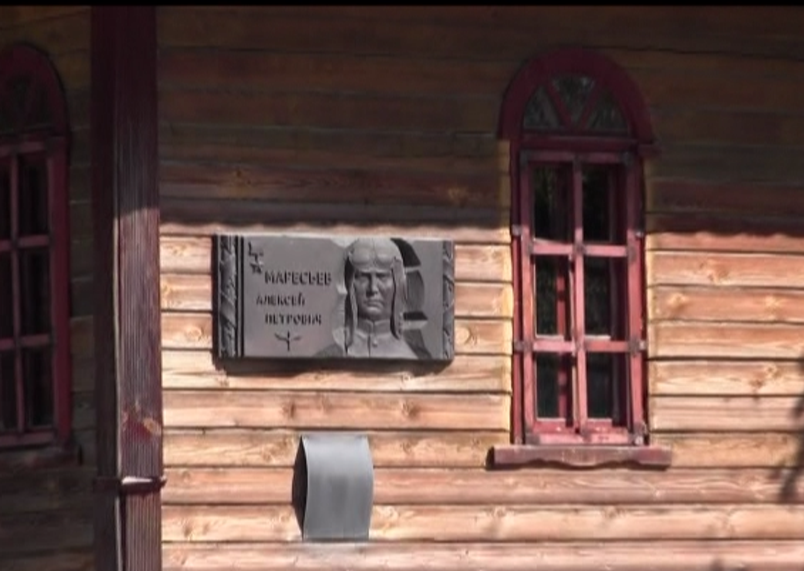
Мемориальная доска на часовне в городе Батайске Ростовской области
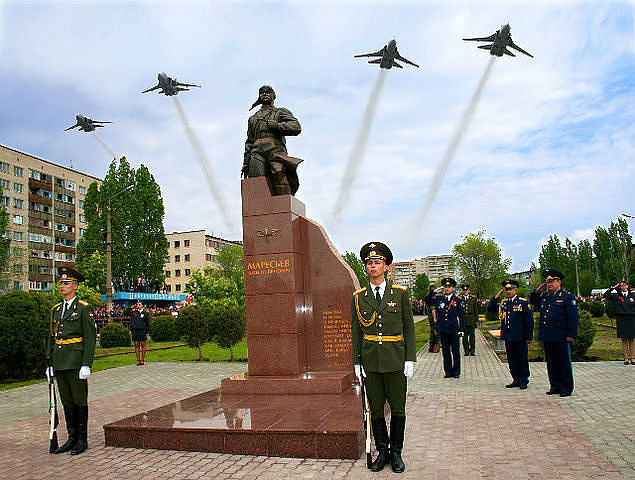
Памятник А. П. Маресьеву в родном городе Камышин
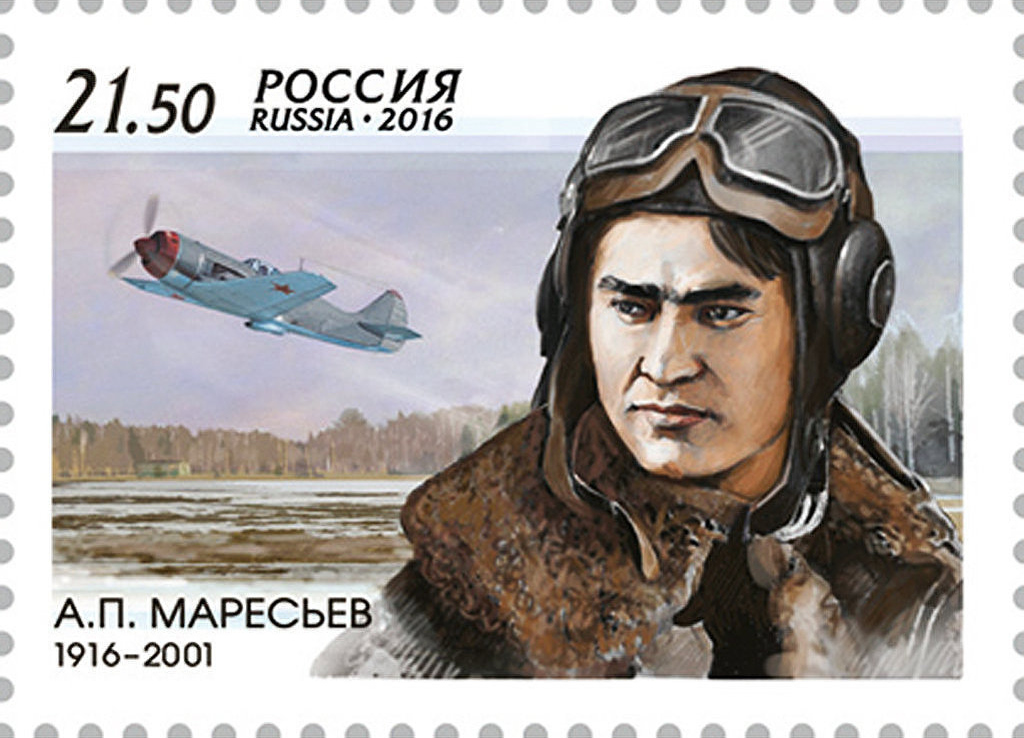
Почтовая марка России к 100-летию А. П. Маресьева (ЦФА [АО «Марка»] № 2089)
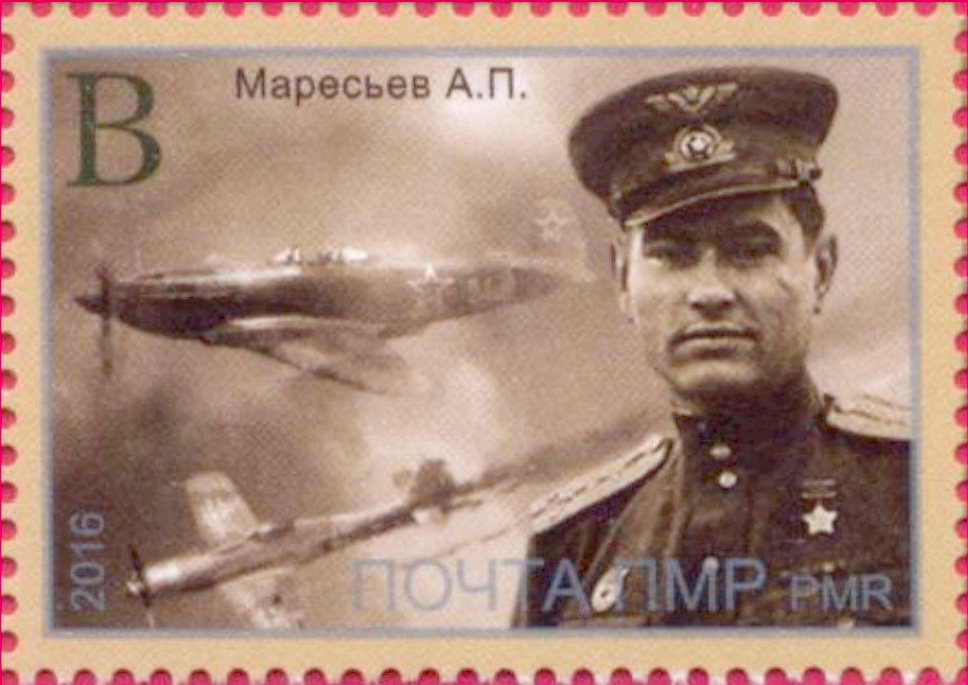
100 лет со дня рождения А. П. Маресьева, Почта Приднестровья, 2016

## Отражение в искусстве

### Фильмы
- «Повесть о настоящем человеке» — Режиссёр: А. Столпер — драма — Мосфильм, 1948 год — 96 мин. — IMDb ID 0040707
- «Судьба настоящего человека» — Режиссёр: А. Славин. — Документальный — Телеканал «Россия», 2005 год — 53 мин.
- «Лётчик» — российский фильм 2021 года. Алексей Маресьев является одним из прототипов главного героя Николая Комлева.

### Музыка
- Опера «Повесть о настоящем человеке» С. С. Прокофьева. Премьера оперы состоялась 7 октября 1960 года в Большом театре[52].
- ВИА «Красные Звёзды» записал песню «Васильки», посвящённую Алексею Маресьеву[53].
- Упоминается в треке Babangida «На улицах будущего»[54].
- Группа Ломовой-Бенд песня «Товарищ Мересьев»[55].
- Слава Благов «Вера, Надежда, Любовь». Сюжет песни основан на книге «Повесть о настоящем человеке» о судьбе Мересьева[56]